# بوابة النصر

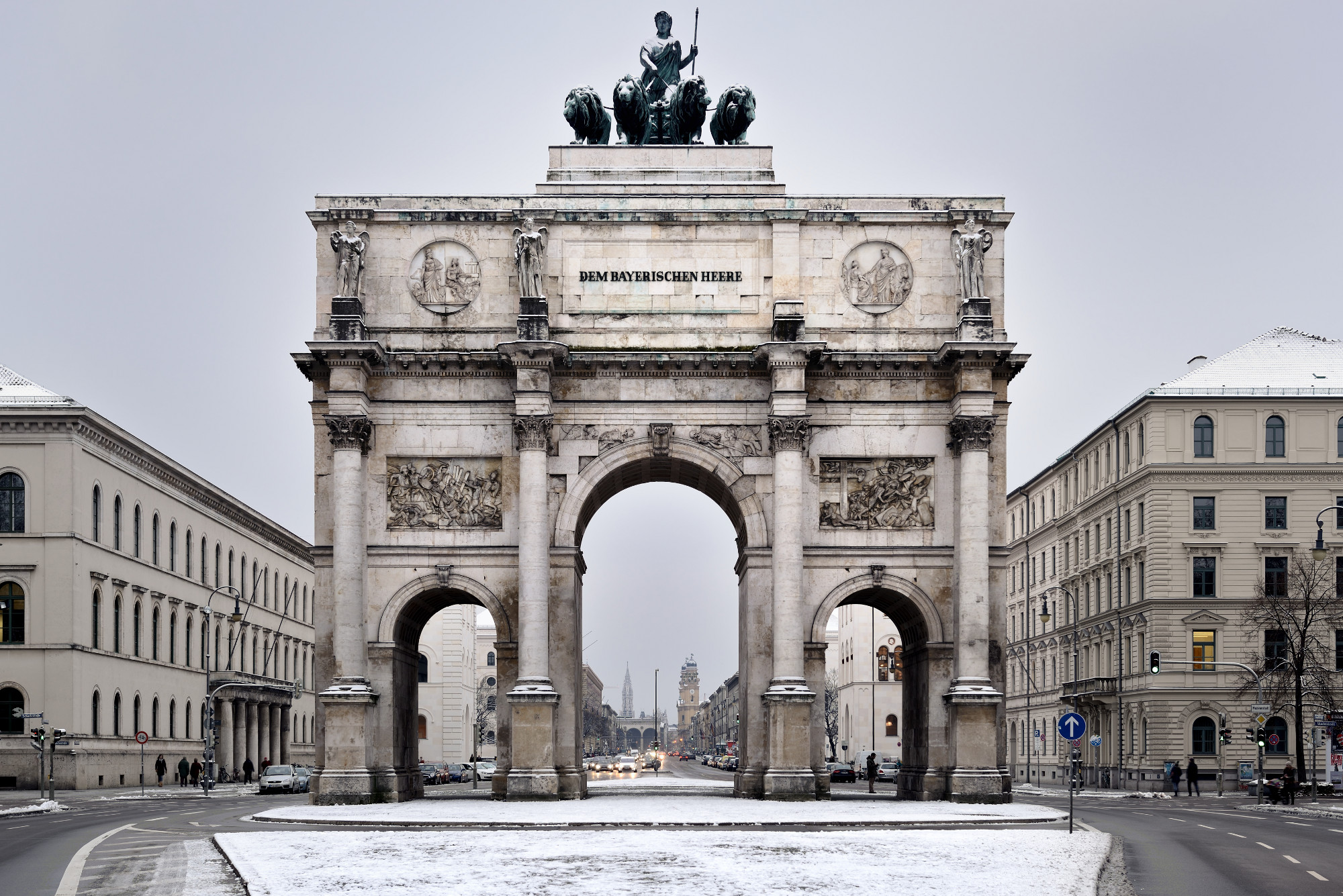
سيجيستور في ميونيخ (2013)

بوابة النصر (بالإنجليزية: Victory Gate) في ميونيخ هو قوس تذكاري ذو ثلاثة أقواس، يتوج بتمثال بافاريا مع أسد - رباعية الدفع. تم تخصيص هذا النصب التذكاري في الأصل لمجد الجيش البافاري. ومنذ ترميمه بعد الحرب العالمية الثانية، أصبح الآن بمثابة تذكير للسلام.
يبلغ ارتفاع سيجيستور 21 مترًا، وعرضه 24 مترًا، وعمقه 12 مترًا. ويقع بين جامعة لودفيج ماكسيميليان وشارع أوم، حيث ينتهي شارع لودفيغ (جنوبًا) ويبدأ شارع ليوبولد (الشمال).

## تاريخ

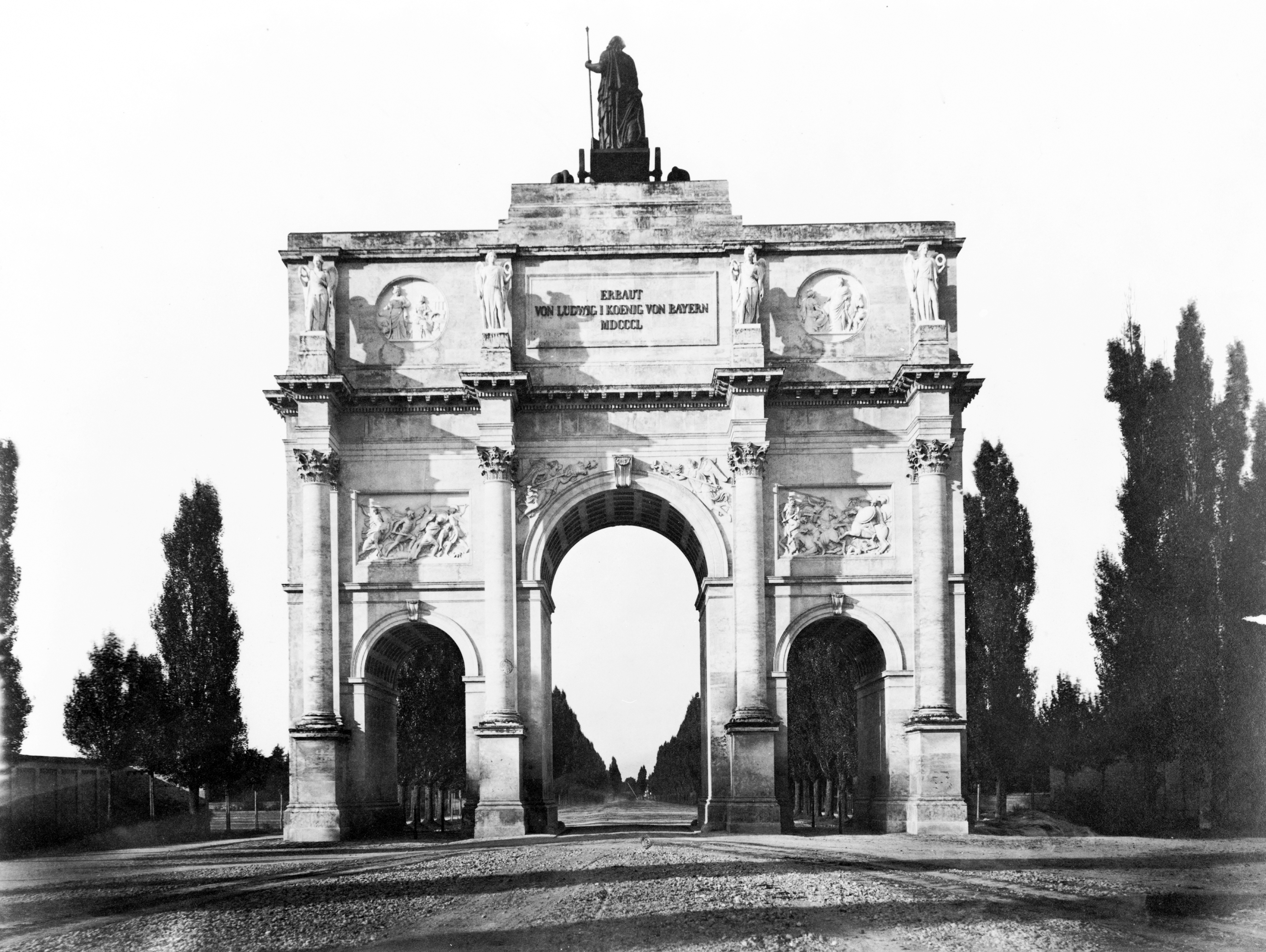
سيجيستور، ق. 1875

تم تكليف الملك لودفيج الأول ملك بافاريا ببناء القوس، وصممه فريدريش فون جارتنر وأكمله إدوارد ميزجر في عام 1852. تم نحت الرباعية الرخامية بواسطة يوهان مارتن فون فاغنر، المستشار الفني للودفيج وأستاذ في جامعة فورتسبورغ.

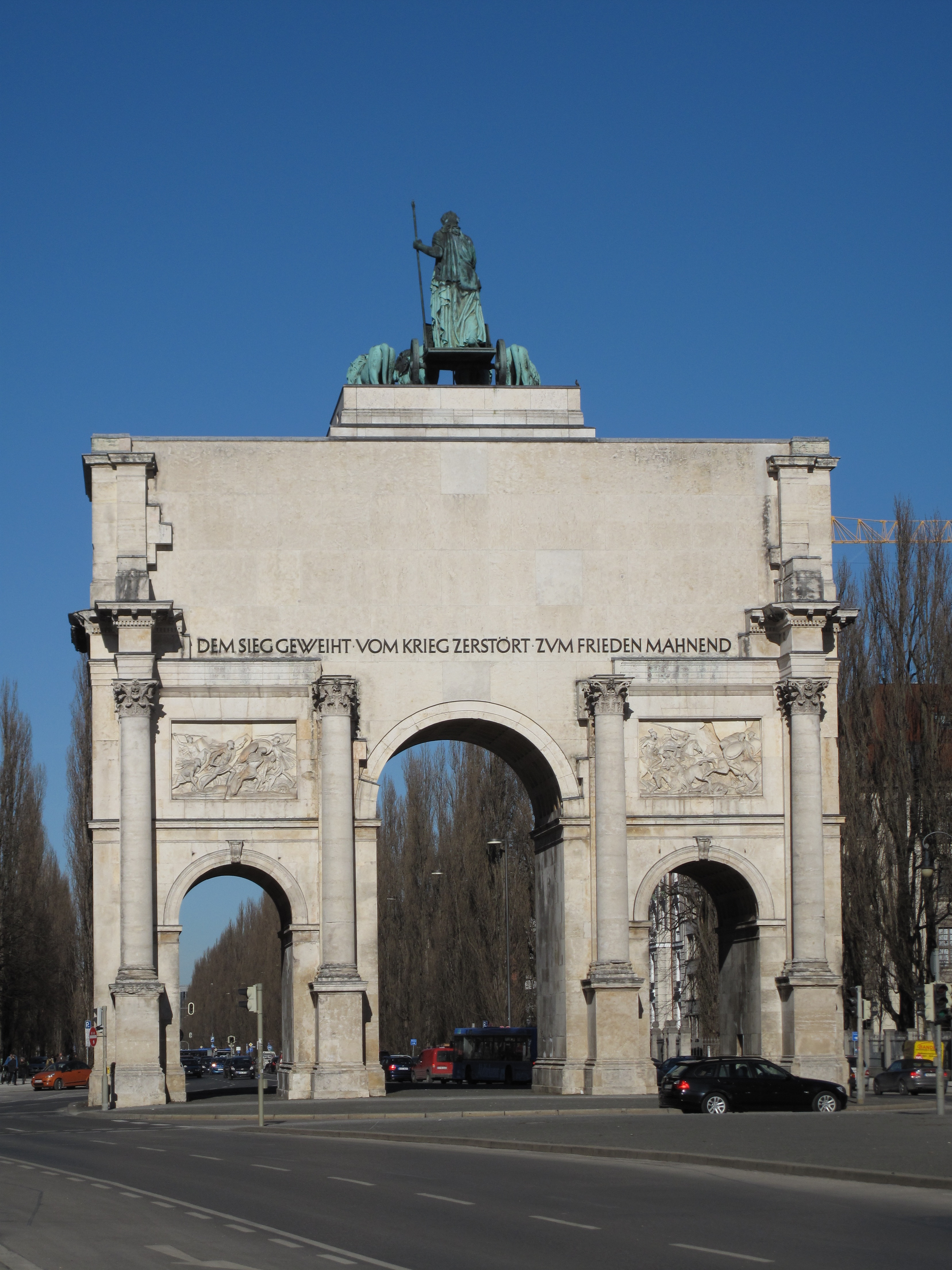
الجزء الخلفي العاري من سيجيستور، يظهر عليه نقش "مُهدى للنصر، مُدمر بالحرب، يحث على السلام"

## في الثقافة الشعبية
في الفيلم الثاني من سلسلة الأفلام الألمانية، Heimat 2 للمخرج إدغار رايتز ، تلتقي إيفلين وأنسجار ويتحدثان بجوار النصب التذكاري، يحمل نقشًا يشيد بالسلام.
في الموسم التاسع من السباق المدهش، كانت المحطة الأخيرة للمرحلة الثالثة (مرحلة مكونة من مرحلتين) أمام النصب التذكاري، حيث تم إقصاء آخر فريق وصل من السباق المذهل.

## وصلات خارجية
48°09′08″N 11°34′55″E / 48.15222°N 11.58194°E